# Sistema de clasificación de DC Comics
El sistema de clasificación de DC Comics es un sistema para calificar el contenido de los cómics utilizados por DC Comics. En 2011, DC Comics decidió retirarse de la Autoridad del Código de Cómics e implementar su propio sistema de calificación para sus cómics. En lugar de replicar el sistema utilizado por Marvel Comics, el sistema de DC Comics es más similar a las clasificaciones de videojuegos, específicamente la ESRB. Unos meses más tarde, Image Comics implementó un sistema de calificación similar a sus propios cómics que siguieron el mismo sistema que DC.

## Sistema
El sistema de clasificación de DC Comics asigna a cada cómic una de las siguientes clasificaciones:
- E – TODOS – Apropiado para lectores de todas las  edades. El mayo contiene violencia de historieta y/o algún cómic mischief.
- T – ADOLESCENTES – Apropiado para edad de lectores 12 y adelante. El mayo contiene violencia suave, lengua y/o temas sugestivos.
- T+ – PLUS de ADOLESCENTE – Apropiado para edad de lectores 15 y adelante. El mayo contiene violencia moderada, suave profanity, imaginería gráfica y/o temas sugestivos.
- M – MADURO – Apropiado para edad de lectores 17 y adelante. El mayo contiene violencia intensa, extenso profanity, nudity, temas sexuales.